# Base aérienne de Vance
Pour les articles homonymes, voir Vance.
Vance Air Force Base est une base aérienne américaine installée sur le territoire de la ville d'Enid en Oklahoma. Elle dépend directement de l'Air Education and Training Command, chargé de la formation des équipages au sein de l'US Air Force.

## Activité
Vance Air Force Base accueille les activités du 71th Flying Training Wing et donc ses avions. Sur cette base sont formés aussi bien des pilotes américains qu'étrangers.

## Aéronefs présents sur la base

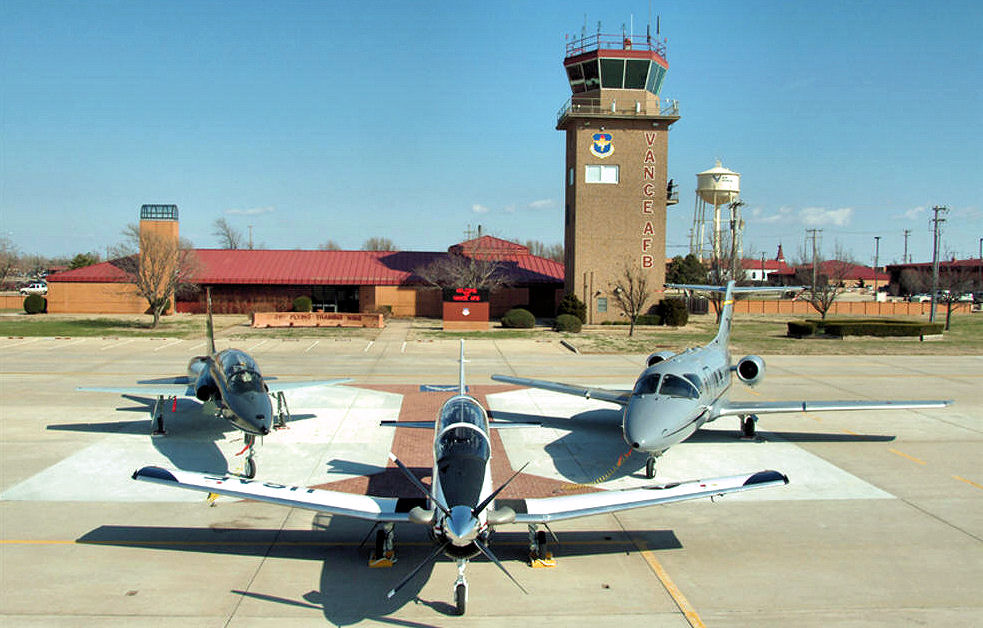
Les trois modèles en service à Vance Air Force Base en 2017.

En 2017 les aéronefs qui y sont basés sont :
- Le biréacteur d'entraînement avancé Beechcraft T-1 Jayhawk.
- Le monomoteur à turbopropulsion d'entraînement basique et intermédiaire Beechcraft T-6 Texan II.
- Le biréacteur d'entraînement avancé Northrop T-38 Talon.

## Sources & références

### Sources bibliographiques
- (en) Tom Kaminsky et Mel Williams, The United States Military Aviation Directory, Norwalk, CT, Airtime Publishing, 2000, 256 p. (ISBN 978-1-880-58829-1, OCLC 44890101)
- (en) David Willis, Aerospace Encyclopedia of World Air Forces, Norwalk, USA, Airtime Publishing, 2009 (ISBN 1-880588-30-7).